# Damasippus piceipennis
Damasippus piceipennis är en insektsart som beskrevs av Ludwig Redtenbacher 1906. Damasippus piceipennis ingår i släktet Damasippus och familjen Prisopodidae. Inga underarter finns listade i Catalogue of Life.